# Mille Miglia 1956
Navigation
Édition précédente Édition suivante
Les Mille Miglia 1956, sont disputées les 28 avril 1956 et 29 avril 1956 en Italie.

## Course

### Classement de la course
| Pos. | N°   | Catégorie | Pilote                  | Copilote              | Écurie                    | Voiture                       | Temps            | Abandon                           |
| ---- | ---- | --------- | ----------------------- | --------------------- | ------------------------- | ----------------------------- | ---------------- | --------------------------------- |
| 1    | 548  | S+2.0     | Eugenio Castellotti     |                       | Scuderia Ferrari          | Ferrari 290 MM Scaglietti     | 11 h 37 min 10 s |                                   |
| 2    | 551  | S+2.0     | Peter Collins           | Louis Klementaski     | Scuderia Ferrari          | Ferrari 860 Monza Scaglietti  | 11 h 49 min 28 s |                                   |
| 3    | 556  | S+2.0     | Luigi Musso             |                       | Scuderia Ferrari          | Ferrari 860 Monza Scaglietti  | 12 h 11 min 49 s |                                   |
| 4    | 600  | S+2.0     | Juan Manuel Fangio      |                       | Scuderia Ferrari          | Ferrari 290 MM                | 12 h 26 min 50 s |                                   |
| 5    | 505  | T/GT+2.0  | Olivier Gendebien       | Jacques Washer        |                           | Ferrari 250 GT LWB Scaglietti | 12 h 29 min 58 s |                                   |
| 6    | 504  | T/GT+2.0  | Paul von Metternich     | Wittigo von Einsiedel |                           | Mercedes-Benz 300 SL          | 12 h 36 min 38 s |                                   |
| 7    | 454  | T/GT+2.0  | Wolfgang Seidel         | Helmut Glöckler       |                           | Mercedes-Benz 300 SL          | 12 h 38 min 24 s |                                   |
| 8    | 450  | T/GT+2.0  | Jacques Pollet          | P. Flandrak           |                           | Mercedes-Benz 300 SL          | 12 h 49 min 58 s |                                   |
| 9    | 428  | S1.5      | Giulio Cabianca         |                       |                           | Osca MT4                      | 12 h 57 min 11 s |                                   |
| 10   | 443  | T/GT+2.0  | Fritz Riess             | Hermann Eger          |                           | Mercedes-Benz 300 SL          | 13 h 06 min 31 s |                                   |
| 11   | 106  | T/GT1.3   | Roberto Sgorbati        | Luigi Zanelli         |                           | Alfa Romeo Giulietta SV       | 13 h 06 min 42 s |                                   |
| 12   | 120  | T/GT1.3   | Giorgio Becucci         | Pasquale Cazzato      |                           | Alfa Romeo Giulietta SV       | 13 h 12 min 41 s |                                   |
| 13   | 529  | S2.0      | Giorgio Scarlatti       |                       |                           | Maserati A6GCS                | 13 h 19 min 02 s |                                   |
| 14   | 326  | T/GT2.0   | Casimiro Toselli        | Renato Canaparo       |                           | Fiat 8V                       | 13 h 19 min 02 s |                                   |
| 15   | 050  | T/GT1.3   | Jo Bonnier              | Bo Beesen             |                           | Alfa Romeo Giulietta SV       | 13 h 20 min 58 s |                                   |
| 16   | 455  | T/GT+2.0  | Arnaldo Bongiasca       | Mario Bongiasca       |                           | Mercedes-Benz 300SL           | 13 h 26 min 05 s |                                   |
| 17   | 507  | T/GT+2.0  | Luciano Mantovani       | Nereo Cantuseno       |                           | Lancia Aurelia                | 12 h 26 min 23 s |                                   |
| 18   | 255  | T/GT1.6   | Olof Persson            | Gunnar Blomquist      |                           | Porsche 356 Carrera           | 13 h 32 min 64 s |                                   |
| 19   | 323  | T/GT2.0   | Maggiorello Maggiorelli | Adalberto Parenti     |                           | Fiat 8V                       | 12 h 56 min 11 s |                                   |
| 20   | 433  | S1.5      | Jean Behra              |                       | Officine Alfieri Maserati | Maserati 150S                 | 13 h 34 min 09 s |                                   |
| 21   | 314  | T/GT2.0   | Nello Sassoli           | Aurelio Schoen        |                           | Fiat 8V Zagato                | 13 h 38 min 12 s |                                   |
| 22   | 248  | T/GT1.6   | Max Nathan              | Gert Kaiser           |                           | Porsche 356 1500 Carrera      | 13 h 40 min 07 s |                                   |
| 23   | 037  | T/GT1.3   | Paul-Ernst Straehle     | Sepp Greger           |                           | Porsche 356A 1300 Super       | 13 h 40 min 29 s |                                   |
| 24   | 448  | T/GT+2.0  | Giuliano Giovanardi     | Giorgio Meier         |                           | Ferrari 250 GT LWB Scaglietti | 13 h 40 min 35 s |                                   |
| 25   | 509  | T/GT+2.0  | Erwin Bauer             | Eugen Grupp           |                           | Mercedes-Benz 220A            | 13 h 42 min 20 s |                                   |
| 26   | 310  | T/GT2.0   | Marino Guarnieri        | Danilo Brancalion     |                           | Fiat 8V Zagato                | 13 h 44 min 57 s |                                   |
| 27   | 338  | T/GT2.0   | Daniele Pistoia         |                       |                           | Alfa Romeo 1900               | 13 h 45 min 49 s |                                   |
| 28   | 547  | S+2.0     | Cesare Perdisa          |                       |                           | Maserati 300S                 | 13 h 47 min 17 s |                                   |
| 29   | 118  | T/GT1.3   | Marcel Stern            | Robert Barbey         |                           | Alfa Romeo Giulietta SV       | 13 h 47 min 19 s |                                   |
| 30   | 346  | T/GT2.0   | Bruno Mazzi             | Emanuele de Amicis    |                           | Alfa Romeo 1900               | 13 h 48 min 22 s |                                   |
| 40   | 245  | SP        | Georges Guyot           |                       |                           | Jaguar XK140                  | 14 h 07 min 15 s |                                   |
| 49   | 451  | T/GT+2.0  | Arthur Heuberger        | W. Heuberger          |                           | BMW 507                       | 14 h 21 min 50 s |                                   |
| 50   | 107  | T/GT1.3   | Carlo Guidetti          | Montano Lampugnani    |                           | Siata 1250GT                  | 14 h 22 min 04 s |                                   |
| 54   | 7    | T/GT750   | Maurice Michy           |                       |                           | Alpine-Renault A106MM         | 14 h 34 min 55 s |                                   |
| 55   | 76   | T/GT1.0   | Robert Manzon           | L. Borsa              |                           | D.B.-Panhard HBR              | 14 h 36 min 54 s |                                   |
| 56   | 518  | S2.0      | Francesco Giardini      |                       |                           | Maserati A6GCS                | 14 h 38 min 42 s |                                   |
| 57   | 2348 | T/GT1.1   | Ludovico Scarfiotti     |                       |                           | Fiat 1100/103 TV              | 14 h 39 min 15 s |                                   |
| 62   | 404  | S1.1      | Attilio Brandi          |                       |                           | Osca MT4 1100                 | 14 h 48 min 42 s |                                   |
| 70   | 229  | SP        | Peter Scott-Russell     | Tom Haig              |                           | MG A                          | 15 h 02 min 15 s |                                   |
| 72   | 254  | T/GT1.6   | Sheila van Damm         | Peter Harper          |                           | Sunbeam Rapier                | 15 h 04 min 37 s |                                   |
| 77   | 247  | SP        | Tommy Wisdom            | Walter E. Monaco      |                           | Austin-Healey 100M            | 15 h 09 min 08 s |                                   |
| 82   | 75   | T/GT1.0   | Gilberte Thirion        |                       |                           | Renault Dauphine              | 15 h 14 min 10 s |                                   |
| 105  | 61   | T/GT1.0   | Maurice Trintignant     | A. Drouot             |                           | Renault Dauphine              | 15 h 39 min 53 s |                                   |
| 106  | 210  | S750      | Ovidio Capelli          |                       |                           | Osca S750                     | 15 h 41 min 15 s |                                   |
| 107  | 73   | T/GT1.0   | Louis Rosier            |                       |                           | Renault Dauphine              | 15 h 41 min 24 s |                                   |
| 110  | 62   | T/GT1.0   | Paul Frère              |                       |                           | Renault Dauphine              | 15 h 41 min 24 s |                                   |
| 130  | 155  | S750      | René Philippe Faure     |                       | Roger Faure               | Stanguellini 750 Sport        | 16 h 17 min 04 s |                                   |
| 137  | 219  | S750      | Roberto Lippi           |                       | Alberta Ralli             | Stanguellini 750 Sport        | 16 h 31 min 32 s |                                   |
| 151  | 301  | T/GT1.6   | Gregor Grant            |                       |                           | MG Magnette                   | 16 h 57 min 56 s |                                   |
| 182  | 2341 | T/GT1.1   | Pasquale Cardinali      | Vittorio Baldini      |                           | Fiat 1100                     | 21 h 38 min 18 s |                                   |
| Abd. | 424  | S1.5      | Umberto Maglioli        |                       |                           | Osca MT4 1500                 | 6 h 15 min 18 s  | ?                                 |
| Abd. | 436  | S1.5      | Luigi Villoresi         |                       |                           | Osca MT4 1500                 | 6 h 34 min 42 s  | ?                                 |
| Abd. | 419  | S1.5      | Hans Herrmann           | Werner Enz            |                           | Porsche 550 RS                | 9 h 55 min 20 s  | ?                                 |
| Abd. | 68   | T/GT1.0   | Jean Rédélé             | Louis Pons            |                           | Renault Dauphine              |                  | ?                                 |
| Abd. | 112  | T/GT1.3   | Ivo Badaracco           | Max Berney            |                           | Alfa Romeo Giulietta SV       |                  | Accident mortel de Max Berney     |
| Abd. | 200  | S750      | Élie Bayol              |                       |                           | D.B.-Panhard HBR              |                  | ?                                 |
| Abd. | 215  | S750      | Louis Chiron            |                       |                           | Osca S750                     |                  | Embrayage                         |
| Abd. | 234  | SP        | Bruno Ferrari           | Franco Dari           | Bruno Ferrari             | AC Ace                        |                  | Accident                          |
| Abd. | 242  | SP        | Leslie Brooke           | Stan Asbury           |                           | Austin-Healey 100M            |                  | Accident                          |
| Abd. | 358  | S1.1      | ”Nando”                 |                       |                           | Osca MT4 1100                 |                  | ?                                 |
| Abd. | 425  | S1.5      | Consalvo Sanesi         |                       |                           | Alfa Romeo Giulietta Spyder   |                  | ?                                 |
| Abd. | 434  | S1.5      | Alejandro de Tomaso     |                       |                           | Maserati 150S                 |                  | ?                                 |
| Abd. | 446  | T/GT+2.0  | Wolfgang von Trips      | Horst Straub          |                           | Mercedes-Benz 300 SL          |                  | Accident                          |
| Abd. | 502  | T/GT+2.0  | Helmut Busch            | Wolfgang Piwco        |                           | Mercedes-Benz 300 SL          |                  | Accident mortel de Wolfgang Piwco |
| Abd. | 545  | S+2.0     | John Heath              |                       | H. W. Motors              | HWM-Jaguar                    |                  | Accident mortel                   |
| Abd. | 553  | S+2.0     | Piero Taruffi           |                       | Officine Alfieri Maserati | Maserati 300S Fantuzzi        |                  | Accident                          |
| Abd. | 554  | S+2.0     | Stirling Moss           | Denis Jenkinson       | Officine Alfieri Maserati | Maserati 350S Fantuzzi        |                  | Accident                          |
| Abd. | 557  | S+2.0     | Gerino Gerini           |                       |                           | Maserati 300S Scaglietti      |                  | ?                                 |